# Liste der Biografien/Juf
Liste der Biografien |
Portal Biografien |
Personensuche
# |
A |
B |
C |
D |
E |
F |
G |
H |
I |
J |
K |
L |
M |
N |
O |
P |
Q |
R |
S |
T |
U |
V |
W |
X |
Y |
Z |
?
 
Ja |
Jb |
Jd |
Je |
Jh |
Ji |
Jj |
Jl |
Jn |
Jm |
Jo |
Jp |
Jr |
Js |
Jt |
Ju |
Jv |
Jw |
Jy
 
Jua |
Jub |
Juc |
Jud |
Jue |
Juf |
Jug |
Juh |
Jui |
Juj |
Juk |
Jul |
Jum |
Jun |
Juo |
Jup |
Jur |
Jus |
Jut |
Juu |
Juv |
Juw |
Jux |
Juy |
Juz
Die Liste der Biografien führt alle Personen auf, die in der deutschsprachigen Wikipedia einen Artikel haben. Dieses ist eine Teilliste mit 9 Einträgen von Personen, deren Namen mit den Buchstaben „Juf“ beginnt.

## Juf

### Jufa
- Jufar, Tariku (* 1984), äthiopischer Marathonläufer

### Jufe
- Jufer, Alain (* 1978), Schweizer Springreiter

### Juff
- Juffa, Daniil (* 1997), russisch-spanischer Schachgroßmeister
- Juffali, Walid (1955–2016), saudi-arabischer Unternehmer
- Juffermans, Cees (* 1982), niederländischer Shorttracker
- Juffinger, Georg (1853–1913), österreichischer Laryngologe
- Juffinger, Roswitha (* 1948), österreichische Kunsthistorikerin und Übersetzerin

### Jufk
- Jufkin, Alexei Nikolajewitsch (* 1986), russischer Gewichtheber

### Jufr
- Jufré, Josep (* 1975), spanischer Radrennfahrer